# Квітка Дмитро Костянтинович
Квітка (Квітко) Дмитро Костянтинович (дата народження невідома — 15 (27) січня 1909, Полтава) — український агроном, громадський і земський діяч, ініціатор створення Полтавського дослідного поля, президент Полтавського сільськогосподарського товариства, дійсний статський радник. Представник відомого дворянського роду Квіток Полтавської губернії, внучатий племінник Григорія Квітки-Основ'яненка.
У Полтаві мешкав за адресою: Олександрівська вулиця (нині вул. Соборності), будинок 8/36.

## Освіта і військова служба
Закінчив Полтавський кадетський корпус (1854). Навчався у Костянтинівському кадетському корпусі в Санкт-Петербурзі, продовжив військову освіту в Михайлівській артилерійській академії. Служив у Санкт-Петербурзькому та Київському арсеналах (1860—1863). У 1863 році вийшов у відставку в чині підполковника та повернувся до Полтави.

## Громадська діяльність
З 1871 по 1877 рік — член Полтавської губернської управи, з 1878 — голова Лубенської земської управи, згодом (1883—1905 та 1907—1909) — очолював Полтавське відділення Державного селянського банку. Багаторазово обирався губернським гласним (1899—1902, 1903—1906, 1907—1909).
Із 1879 року — член Кобеляцького сільськогосподарського товариства, з 1882 — віцепрезидент Полтавського сільськогосподарського товариства, а з 1887 по 1906 рік — його президент. Був також першим редактором журналу «Хуторянин» (1896—1906).
Вніс зміни до статуту товариства, завдяки яким створено відділення в повітах, що сприяло активнішому поширенню агрономічних знань. Особливу увагу приділяв розвитку тютюнництва, хмелярства, свинарства, вівчарства, конярства та молочарства.
Ініціював відкриття в Полтаві низки аграрних шкіл і дослідних установ, зокрема Полтавського дослідного поля (1884), ставши його фундатором і попечителем. Підтримував створення Полтавської школи садівництва та городництва (зараз — Аграрно-економічний фаховий коледж Полтавського державного аграрного університету).
Брав участь у створенні метеорологічної мережі в губернії, організовував конференції з аграрних питань, входив до складу експертних комісій на виставках і ярмарках, брав участь у лісоустрої Полтавської губернії. Активно працював у різних товариствах, зокрема у товаристві випробування коней (1910), Полтавській єпархіальній учительській раді (1906), лісоохоронному комітеті (1907).

## Погляди
Був прихильником передачі землі у власність селянам: «Ведь только собственник может хорошо хозяйничать», — зазначав Квітка. Виступав за самоврядування, асоціаційність та демократичну форму організації сільського господарства.

## Інші ініціативи
Брав участь у будівництві Роменсько-Кременчуцької залізниці (1879). Ініціатор збору коштів на встановлення пам'ятника на могилі Тараса Шевченка. Брав активну участь у культурно-просвітницькій діяльності.

## Смерть
Помер 15 (27) січня 1909 року в Полтаві.

## Вшанування пам'яті
Ім'я Дмитра Квітки занесено на пам'ятну дошку Полтавського кадетського корпусу серед його найвидатніших випускників. На його честь названо провулок у Полтаві (1995).